# Departamento Concordia
Concordia es un departamento del noreste de la provincia de Entre Ríos en la República Argentina. Toma el nombre de su cabecera, la ciudad de Concordia. Es el sexto más pequeño de la provincia con 3 259 km² y el segundo más poblado, con 198 802 habitantes según censo de 2022.
Limita al oeste con los departamentos Federal y San Salvador, al norte con el departamento Federación, al sur con el departamento Colón y al este con la República Oriental del Uruguay, de la cual está separado por el río Uruguay y el embalse de la represa de Salto Grande sobre el mismo río.

## Geografía

### Hidrografía
Los principales arroyos afluentes del río Uruguay en el departamento son, de norte a sur: Gualeguaycito (límite con el departamento Federación), Ayuí Grande, Ayuí Chico, Mansores, Concordia, Yuquerí Grande, Yuquerí Chico, Yeruá, y Grande o del Pedernal (límite con el departamento Colón). En la cuenca del río Paraná, el río Gualeguay determina parte del límite con el departamento Federal, y sus principales afluentes en el departamento Concordia son: Moreira, Robledo y Rabón.

### Localidades
De acuerdo a la metodología utilizada por el INDEC para el censo 2010 el departamento Concordia comprendió 14 localidades: Concordia (comprendiendo las entidades: Concordia —con los barrios periféricos El Martillo, Parque Industrial, y Yuquerí Chico—, Villa Adela, Villa Zorraquín, Benito Legerén, Las Tejas), Osvaldo Magnasco (en el ejido municipal de Concordia), Los Charrúas, La Criolla, Puerto Yeruá, Estancia Grande o Colonia Yeruá, Calabacilla (en el ejido municipal de Estancia Grande), Pedernal, Nueva Escocia, Colonia Ayuí, Colonia General Roca, Estación Yeruá, Clodomiro Ledesma, Estación Yuquerí. El censo 2001 había incluido como localidad a El Redomón, pero perdió esa categoría para el 2010. Estación Yuquerí no fue considerada localidad en los censos de 1991 y 2001, mientras que Estancia Grande y Colonia General Roca no lo eran en 1991. Villa Zorraquín fue considerada localidad en el censo de 1991.

### Islas
El Tratado de Límites del Río Uruguay fue firmado por Argentina y Uruguay el 7 de abril de 1961, disponiendo en su artículo 1 en lo que corresponde al departamento Concordia que el límite sigue la línea media del cauce que el río Uruguay tenía en 1961 hasta la represa de Salto Grande y desde allí aguas abajo sigue coincidentemente con el eje del canal principal de navegación. La única isla que fue adjudicada a la jurisdicción argentina por el tratado sobre el río Uruguay perteneciente al departamento Concordia es la isla Pelada, de 0,03 km², que se halla ubicada frente a la localidad de Nueva Escocia. Varios islotes costeros se formaron al llenarse el embalse de Salto Grande en 1979.

## Historia

### Prehistoria
En la zona ribereña del río Uruguay los sitios arqueológicos corresponden a la Tradición Paleoindígena, integrada por varias fases que comienzan unos 10 000 a. C. Se ha hallado abundante material lítico, tal como: puntas de proyectil, raspadores y cuchillos bifaciales de sílex, cuarcita, calcedonia y basalto. Otras tradiciones culturales sucesivas en el área son la Umbú (del 6000 al 300 a. C.), Ivaí (del 5000 a. C.) y la Tupí Guaraní, unos 1500 antes del presente.

### Indígenas
En el siglo XVI los yaros se encontraban en los departamentos Federación, Colón y Concordia, especialmente en la zona del embalse de Salto Grande. Son considerados por algunos estudiosos como de origen káingang y por otros como parte del grupo charrúa, con el que terminaron fusionándose. 

### Exploración
El primer europeo en avistar el territorio del departamento Concordia pudo haber sido Juan Álvarez y Ramón en 1528, como parte de la expedición de Sebastián Caboto, llegando según algunos autores hasta donde hoy se encuentra la ciudad de Concordia, desde donde regresó al no poder superar los escollos del salto Chico y fue luego muerto por los indígenas. Otros autores niegan su existencia o le dan otro nombre.
Hernandarias, como gobernador de Asunción y luego de Buenos Aires, condujo varias expediciones al suelo entrerriano, la primera de ellas en 1607 cuando con 70-80 hombres y 20 carretas y canoas cruzó el río Paraná por el paso Cabayú (de los Caballos), y atravesó la Entre Ríos desde la actual localidad de Hernandarias hasta el salto Grande. Desde allí cruzó el río Uruguay hasta el área de Paysandú. 
En 1624 el gobernador Francisco de Céspedes envió a Hernando de Zayas hacia Misiones, quien recorrió el río Uruguay sólo en una canoa. Regresó a Buenos Aires por la misma ruta con el jesuita Roque González de Santa Cruz y el cacique Nezá.
El maestre de campo Francisco García Piedrabuena al frente de 1500 indígenas misioneros provenientes de la Reducción de Yapeyú atravesó el departamento Concordia a fines de 1715 en una expedición punitiva terrestre contra los charrúas, bohanes y yaros, retornando a Yapeyú a principios de 1716. Esta expedición fue documentada por el capellán Policarpo Dufó.

### Primeros asentamientos
Según el jesuita Guillermo Furlong Cardiff existió un paradero jesuita y guaraní llamado Ytú desde al menos 1722 en el emplazamiento actual de la ciudad de Concordia.
El cabildo de Yapeyú decidió el 20 de noviembre de 1769 reconstruir el fuerte de San Antonio de Salto Chico en lo que hoy es Concordia, luego de que fuera destruido por una creciente del río Uruguay en su orilla izquierda, lo cual fue ejecutado por orden del gobernador Francisco de Paula Bucarelli y Ursúa.
En 1776 el teniente gobernador de Yapeyú,  Juan de San Martín, fundó las estancias de Concepción de Mandisoví y Jesús del Yeruá (al sur de Concordia) restaurándose la ruta oriental de la yerba mate y el puerto de San Antonio del Salto Chico.
A fines de diciembre de 1811 José Artigas condujo el Éxodo Oriental a San Antonio del Salto Chico y cinco meses después al Campamento del Ayuí, permaneciendo hasta fines de septiembre de 1812.
En junio de 1820 San Antonio del Salto Chico fue abandonado por su población guaraní ante el avance de Francisco Ramírez, integrándose el área a la República de Entre Ríos. Todo el distrito de Salto Chico quedó virtualmente abandonado.

### Departamento Subalterno n.º 4 del 2° Principal
Mediante el Plan de división de los Departamentos de la Provincia de Entre Ríos del 6 de diciembre de 1821, (ley sancionada por el congreso el 17 de febrero de 1822) el gobernador Lucio Norberto Mansilla dividió la provincia en dos departamentos principales subdivididos en cuatro departamentos subalternos cada uno. Del Departamento Principal n.º 2 del Uruguay, con cabecera en Concepción del Uruguay, dependía el Departamento Subalterno n.º 4, integrando los territorios que correspondían a los despoblados establecimientos misioneros guaraníes ubicados al sur del río Mocoretá: Mandisoví, San Antonio del Salto Chico y Jesús del Yeruá, y la mayor parte de los actuales departamentos Federal y Feliciano, con límites en los arroyos de la Mula y Sauce de Luna y las fuentes del arroyo Villaguay Grande:

Departamentos Subalternos del Comandante General del Uruguay.

El Comandante General del Uruguay tiene bajo de sí los Departamentos siguientes con los territorios que se les designan, á saber: (...)

Departamento N° 4. Comprende desde la barra del Yeruá, Uruguay arriba, hasta el Mocoretá; y por sus fondos hasta las Banderas, incluso el Chañar, Moreira, Las Yeguas y Ortiz.
Plan de división de los Departamentos de la Provincia de Entre Ríos

La administración de justicia estaba a cargo de un alcalde de hermandad residente en Mandisoví. Para juicios de mayor cuantía intervenía el alcalde mayor de Concepción del Uruguay.
El 26 de agosto de 1826 el gobernador Vicente Zapata elevó al rango de villa al pueblo de Mandisoví, que el 20 de enero de 1831 recibió un alcalde mayor con jurisdicción en todo el departamento.
El 6 de febrero de 1832 fue decretada la fundación de la villa de la Concordia, en el lugar en donde se halló hasta 1820 San Antonio del Salto Chico. El 16 de marzo de 1838 la legislatura creó el cargo de alcalde o juez de hermandad para la villa de la Concordia y luego la cabecera departamental pasó de Mandisoví a Concordia. 
El 22 de septiembre de 1839 Juan Galo Lavalle ocupó Concordia luego de derrotar a Vicente Zapata en la batalla de Yeruá. El 30 de diciembre de 1843 el gobernador de Corrientes, Joaquín Madariaga, tras ocupar, saquear y destruir totalmente Concordia pasó el río Uruguay y ocupó Salto dejándola en poder de Fructuoso Rivera. La villa fue luego repoblada al regresar sus pobladores huidos a Concepción del Uruguay en abril de 1844. El 13 de octubre de 1845 Giuseppe Garibaldi junto con una escuadra anglo-francesa aliada a los gobiernos de Montevideo y de Corrientes, atacó Concordia, pero fue rechazado.
A causa de la despoblación debida a las guerras, el gobernador Justo José de Urquiza decidió el traslado de Mandisoví, lo que fue concretado el 31 de mayo de 1847, denominándose a la nueva villa, Pueblo de la Federación.

### Creación del departamento de la Concordia
Mediante la sanción del Reglamento de Administración de Justicia el 13 de abril de 1849 fue creado el departamento de la Concordia sobre la base del 4° Departamento Subalterno del 2° Principal del Uruguay, excepto San José de Feliciano, pero ampliando por el sur hasta el arroyo Grande:

Departamento de la Concordia - su territorio, desde el Arroyo Grande hasta el Mocoretá comprendiendo los pueblos de Concordia y Federacion y sus respectivos suburbios y los distritos Yeruá, Yuquerices, Gualeguaycito, Mandisoví, Tatuti, Yeguas, Diego Lopez, Compaz, Moreira. Un Juez de Paz, un Alcalde de barrio en el Pueblo, uno id. en el de Federacion, nueve Alcaldes de distrito en la campaña.
Reglamento de Administración de Justicia

En los datos del censo poblacional practicado entre el 30 de abril y el 22 de mayo de 1849 se mencionan para la Villa de la Concordia los distritos de campaña: n.º 1 Puntas de Yuquerí Chico, n.º 2 Moreira, n.º 3 Compás, n.º 4 las Yeguas y n.º 5 Diego López. Para la Villa de la Purísima Concepción de Federación los distritos de campaña: n.º 1, n.º 2, n.º 3 y n.º 4. En noviembre de 1850 fue creado el distrito Ayuí entre los arroyos Ayuí Grande y Yuquerí Chico, que luego se denominó Suburbios. El 8 de noviembre de 1851 Concordia fue declarada ciudad.
Al 9 de septiembre de 1860 son mencionados los siguientes distritos: Yuquerices, Yeruá, Moreira, Chañar, Federal, Diego López, Atencio y Ayuí. Tras la desfederalización de Entre Ríos, el 21 de septiembre de 1860 fue sancionada la ley que creó las jefaturas políticas en cada departamento, siendo el jefe político un representante del poder ejecutivo a cuyas órdenes estaban los comisarios policiales y los alcaldes de distrito en sus funciones políticas. El 16 de enero de 1861 a propuesta del jefe político el gobernador Urquiza decretó para el departamento Concordia el nombramiento de un juez de paz, 4 alcaldes de los cuarteles del Norte, del Sud, del Este y del Oeste y 11 alcaldes de los distritos Yuquerices, Yeruá, Moreira, Chañar, Federal, Diego López, Atencio, Federación, Gualeguaycito, Mandisoví y Tatuty.
Como consecuencia de la guerra de la Triple Alianza contra el Paraguay el 24 de junio de 1865 15 000 soldados brasileños cruzaron el río Uruguay y se instalaron en Concordia, en donde se hallaba el general Bartolomé Mitre con las tropas argentinas acampadas en el campo del Ayuí.
De acuerdo a los decretos de nombramientos del 18 de mayo de 1868, 11 de febrero de 1870 y del 4 de julio de 1871, la administración de justicia (y división territorial) en el departamento comprendía en esas fechas:
- Un juez de paz del departamento Concordia
- Alcaldes en los cuarteles 1°, 2°, 3° y 4° de la ciudad de Concordia
- Alcalde en los suburbios de Concordia
- Alcaldes en los distritos de campaña: Yuquerí, Yeruá, Chañar (ex Compás), Moreira, Diego López (ex Ortiz), Federal (ex Yeguas), Atencio, Feliciano
- Un juez en la delegacía de Federación
- Un alcalde en la villa de Federación
- Alcaldes en los distritos de campaña de la delegacía de Federación: 1° Distrito Gualeguaycito, 2° Distrito Gualeguaycito, Mandisoví, Tatutí.

### Evolución de los límites departamentales
El 18 de agosto de 1869 fueron fijados por decreto los límites del departamento Colón, señalando para el lindero con Concordia:

Art. 1 ° Los límites del Departamento de Colon seran desde la barra del arroyo Urquiza hasta la barra del arroyo Grande y de aquí hasta sus puntas en la cuchilla que divide aguas al Uruguay y Gualeguay—La cuchilla grande, el arroyo San Miguel hasta su confluencia el rio Gualeguaychú y el arroyo Pantanoso, siguiendo su curso hasta enfrentar con las puntas del arroyo Urquiza, cerrando el perímetro por esta parte una linea entre las puntas de estos últimos arroyos.

En 1871 el ministro de Gobierno de Entre Ríos solicitó a los jefes políticos de cada departamento de la provincia que elevaran un informe sobre los límites efectivos de sus jurisdicciones. El 26 de septiembre de ese año el jefe político de Concordia informó que el departamento Concordia limitaba al norte con la provincia de Corrientes mediante los arroyos Mocoretá, Basualdo, Tunas y Guayquiraró; del departamento La Paz lo separaban el río Feliciano y los arroyos Estacas y Banderas; del departamento Villaguay lo separaban los arroyos Bergara, Lucas y Ortiz; y con el departamento Colón el límite era el arroyo Grande. A su vez el jefe político de Villaguay informó el 15 de septiembre que el límite entre Villaguay y Concordia seguía hacia el norte la cuchilla Grande que divide las aguas con el río Uruguay hasta alcanzar el arroyo Curupí, mientras que por la margen derecha del río Gualeguay el límite era el arroyo Ortiz hasta alcanzar la cuchilla Grande de Montiel que divide las aguas hacia el río Paraná.
Debido a que los jefes políticos de los departamentos Concordia y La Paz no se pusieron de acuerdo sobre sus respectivos límites, fue requerido un dictamen del Departamento Topográfico provincial que se pronunció el 31 de enero de 1873, aprobado por decreto el 19 de febrero de 1873. El dictamen fijó los límites entre ambos departamentos:

Los Departamentos que estaban ántes divididos por la cuchilla llamada de Montiel, que es la que vierte aguas á los rios Gualeguay y Feliciano, han venido á quedar hoy separados en aquella parte por los límites siguientes:
 Desde el rio Gualeguay en la barra del arroyo de las Yeguas ó sea Federal, siguiendo aguas arriba por este hasta sus puntas en la cuchilla; de allí tomando las puntas del arroyo de las Estacas, siguiendo este arroyo por su márgen derecha hasta su desembocadura en el rio Feliciano: luego siguiendo aguas arriba por la márgen izquierda de ese rio hasta sus puntas.
 Todo ese Distrito desde el arroyo Federal y Estacas al Norte hasta el rio Feliciano comprende los Distritos del Federal en su totalidad y parte del de Atencio sobre el rio Feliciano.
 El Distrito Banderas pertenece á La Paz, segun las mensuras efectuadas.
 De Estacas al Sud y de Feliciano al Oeste pertenece al Departamento de La Paz.

Hacia 1877 el departamento Concordia tenía los siguientes límites: al sur el arroyo Grande desde su desembocadura en el río Uruguay hasta sus fuentes en la cuchilla Grande. Al oeste esa cuchilla por la divisoria de aguas entre los ríos Gualeguay y Uruguay hasta encontrar y seguir la cuchilla secundaria que divide aguas entre el arroyo Lucas y los afluentes del río Gualeguay hasta las fuentes del arroyo Curupí. Este arroyo hasta su desembocadura en el río Gualeguay, que sigue hacia el norte hasta la desembocadura del arroyo Ortiz. Por este arroyo hasta sus fuentes en la cuchilla de Montiel que divide aguas entre el Gualeguay y el arroyo Feliciano, que sigue hasta las fuentes del arroyo Francisco Vega. Este arroyo hasta su confluencia en el arroyo Feliciano, que sigue marcando el límite noroeste hasta sus fuentes en la cuchilla Grande. Esta cuchilla hasta las fuentes del arroyo de las Tunas, que marca el límite con la provincia de Corrientes, y que sigue hasta su confluencia en el río Mocoretá, que es el límite norte hasta desembocar en el río Uruguay. Al este el límite internacional con el Uruguay en el río Uruguay entre las barras del Mocoretá y del arroyo Grande.
La ley nacional n.º 1149 del 22 de diciembre de 1881 fijó legalmente el límite con Corrientes, correspondiendo al entonces departamento Concordia: 

(...) el arroyo Mocoretá, arroyo Tunas, una línea que corta la cuchilla Basualdo hasta las nacientes del arroyo del mismo nombre.
Ley nacional n.° 1149

### Colonias agrícolas
En el departamento Concordia fueron establecidas varias colonias agrícolas, con inmigrantes o nacionales:
- Colonia Villa Libertad (en el actual departamento Federación), mandada crear por la ley provincial n.º 1875 del 28 de mayo de 1872, con 11 120 hectáreas.
- Colonia Municipal, fue creada en 1876 en las secciones de quintas y chacras del ejido de Concordia, con 10 800 hectáreas.
- Colonia Ejidal de Federación (en el actual departamento Federación), creada en 1876 con 8100 hectáreas.
- Colonia Federal (en el actual departamento Federal), fue creada en mayo de 1880 por el gobierno provincial con una extensión de 12 975 hectáreas.
- Colonia Adela, con 5400 hectáreas en 1888.
- Colonia Yeruá, fue creada por el gobierno nacional el 20 de noviembre de 1888 con 45 680 hectáreas.
- Colonia San Salvador (en el actual departamento San Salvador), fue creada en 1888 con 11 200 hectáreas incluyendo partes de los departamentos Concordia, Colón y Villaguay.

### División del departamento
Por reforma de la constitución provincial de 1883 se ordenó que se creara el año siguiente los departamentos Federación y San José de Feliciano, ambos con partes del departamento Concordia. Lo que se llevó a efecto el 11 de agosto de 1887 cuando se fijaron sus límites por ley. El nuevo departamento Federación incluyó, además del pueblo de Federación, los distritos de campaña que también integraban la delegacía de Federación: 1° Gualeguaycito, 2° Gualeguaycito, Mandisoví, Tatutí. Se incluyó también en el departamento Federación parte del distrito Atencio con el nombre de Atencio al Este, mientras que su remanente pasó a integrar el nuevo departamento San José de Feliciano con el nombre de Atencio. Este nuevo departamento se formó además con la delegacía de San José de Feliciano del departamento La Paz y el distrito Feliciano del departamento Concordia. Los límites del departamento Concordia fueron desde entonces: al nordeste lo separaban del departamento Federación el arroyo Gualeguaycito (o San Pascual), la cañada Bermúdez (o Luis) y el arroyo Guerrero; al norte lo separaba del departamento San José de Feliciano el arroyo Puerto y el arroyo Carpinchorí; al noroeste lo separaban del departamento La Paz el arroyo Feliciano, el arroyo Estacas y el arroyo Guayabo; al suroeste lo separaban del departamento Villaguay los arroyos Ortiz y Curupí; al sur lo separaba del departamento Colón el arroyo Grande (o del Pedernal); al este el río Uruguay lo separaba de la República Oriental del Uruguay. Los distritos de campaña eran: Suburbios, Yuquerí, Yeruá, Chañar, Moreira, Diego López, Federal.
Para 1902 según Francisco Latzina su extensión era de 8100 km² y su población era de 28 147 habitantes.
El 15 de septiembre de 1972 fue creado el departamento Federal incluyendo los distritos Francisco Ramírez (ex Federal), Chañar y Diego López, hasta entonces parte del departamento Concordia. En 1995 perdió partes de los distritos Yuquerí y Yeruá, incluyendo la villa de General Campos, incluidas en el nuevo departamento San Salvador, en el cual conformaron en conjunto el distrito General Campos.
En 1974 se inició la construcción de la central hidroeléctrica binacional de Salto Grande, que comenzó a generar energía en 1979.

### Jefes políticos del departamento Concordia
- Coronel Santiago Artigas (17 de diciembre de 1860 - 21 de enero de 1861)[28] murió en el cargo, hijo de José Artigas
- Coronel Cesáreo Domínguez (1861 - 1862)
- Mariano Martínez (1862 - 1863)
- Juan Gómez (1863 - 1864)
- Coronel Waldino de Urquiza (1864 - 24 de septiembre de 1864) hijo de Justo José de Urquiza
- Coronel Justo Carmelo de Urquiza (24 de septiembre de 1864 - 11 de abril de 1870) asesinado, hijo de Justo José de Urquiza
- Coronel Vidal (abril de 1870 - junio de 1870)
- Coronel Luciano González (junio de 1870 - septiembre de 1871)
- Coronel Aquileo González (14 de julio de 1871 - 1876)
- Coronel Juan Ayala (junio de 1876 - septiembre de 1876)
- Teniente coronel Carmelo Smith (1876 - 1877)
- Coronel Ignacio Benavídez (junio de 1877 - agosto de 1879)[29]

## Distritos
El departamento Concordia se divide en 4 distritos. Para fines de mensuras catastrales y en algunas ramas de la administración provincial el ejido original del municipio de Concordia (distrito Ejido) y la isla Pelada en el río Uruguay (sección Islas de Concordia) son considerados por separado de los distritos. La Codificación General de Jurisdicciones Político Administrativas de la Provincia de Entre Ríos les asigna los códigos 0200 y 0208 respectivamente.
| Código - Distrito      | Área (en km²) |
| ---------------------- | ------------- |
| 0204 - Moreira/Moreyra | 860,87        |
| 0205 - Suburbios       | 812,11        |
| 0206 - Yeruá           | 573,47        |
| 0207 - Yuquerí         | 1073,91       |

### Distrito Moreira
El distrito Moreira (o Moreyra) comprende la parte del departamento Concordia ubicada al oeste del ramal principal de la cuchilla Grande, completamente dentro de la cuenca del río Gualeguay. Sus límites son: la cañada Bermúdez (con el departamento Federación), el río Gualeguay, el arroyo Moreira y su afluente el arroyo Moreirita (con el departamento Federal), y el ramal principal de la cuchilla Grande que lo separa de los distritos Suburbios y Yuquerí y del departamento Federación.
De norte a sur los afluentes del río Gualeguay que atraviesan el distrito en dirección este-oeste son: cañada Bermúdez, arroyo Quebracho, arroyo Robledo, arroyo el Rabo, arroyo San Pedro, arroyo Moreira y sus afluentes el arroyo Moreirita y el arroyo Santa Bárbara. 
El distrito carece de centros poblados, sobre el inactivo ramal Federal-Concordia del Ferrocarril General Urquiza se hallan los apeaderos El Gualeguay, La Granja, Yaros y la estación La Querencia. Cruzan el distrito las rutas provinciales n.º 28 (desde El Redomón al puente de Paso Gallo sobre el río Gualeguay) y n.º 5 (desde el departamento Federación hasta la ruta n.º 28). La totalidad del distrito forma parte del centro rural de población de El Redomón, que también incluye una parte del distrito Suburbios.

### Distrito Suburbios
El distrito Suburbios comprende la parte noreste del departamento Concordia ubicada al este del ramal principal de la cuchilla Grande, completamente dentro de la cuenca del río Uruguay. Sus límites son: el arroyo Gualeguaycito y el brazo Gualeguaycito del embalse de la represa de Salto Grande (con el departamento Federación), el río Uruguay (con la República Oriental del Uruguay), el arroyo Ayuí Grande y una línea recta paralela a la ruta nacional 14 a 2 km al este de ella (con el ejido original de la ciudad de Concordia), el arroyo Yuquerí Grande, su afluente el arroyo La Báez y el brazo derecho de este (con el distrito Yuquerí), y el ramal principal de la cuchilla Grande que lo separa del distrito Moreira. En 1979 el distrito perdió una parte de su territorio al quedar sumergido por el embalse de la represa de Salto Grande (que se halla en su jurisdicción). El sector entre el embalse de Salto Grande, el río Uruguay, el arroyo Ayuí Grande y la traza antigua de la ruta nacional 14 fue incorporado al ejido de Concordia en 1994. 
Dentro del distrito se hallan completamente los ejidos municipales de Los Charrúas, La Criolla y Colonia Ayuí y parte del área ampliada del ejido de Concordia. Dentro del distrito se halla la totalidad del área jurisdiccional de la comuna de Colonia General Roca, la totalidad del área jurisdiccional del centro rural de población de Colonia San Justo y una parte del de El Redomón. Pequeños centros rurales como Colonia San Bonifacio, Don Roberto e Isthilart, se encuentran dentro de ellos. Integran también el distrito dos áreas no organizadas ubicadas al oeste (en la Colonia Loma Negra) y al norte (sobre el brazo Gualeguaycito) del ejido de Colonia Ayuí.
El distrito es atravesado de norte a sur por la ruta nacional n.º 14 (y también su antigua traza), y de este a oeste por la ruta nacional A015. Lo atraviesan también las rutas provinciales n.º 4 y 28 y el ramal troncal del Ferrocarril General Urquiza, que en La Criolla se une al ramal Federal-Concordia, y desde Concordia accede al Uruguay por la represa de Salto Grande.
Los principales afluentes del arroyo Gualeguaycito dentro del distrito son los arroyos Sauce y La Aguada, y del Ayuí Grande el arroyo Loma Negra.

### Distrito Yuquerí
El distrito Yuquerí (antes también Yuquerices) comprende la parte central del departamento Concordia, completamente dentro de la cuenca del río Uruguay. Sus límites son: el arroyo Yuquerí Grande, su afluente el arroyo La Báez y el brazo derecho de éste (con el distrito Suburbios y el ejido original de la ciudad de Concordia, que si no se considera, el límite pasa por el arroyo Yuquerí Grande), el ramal principal de la cuchilla Grande que lo separa del distrito Moreira y del departamento Federal, una línea convencional que lo separa del departamento San Salvador hasta alcanzar el arroyo Yeruá, luego por éste (con el distrito Yeruá), y el río Uruguay (con la República Oriental del Uruguay). El sector entre el arroyo Yuquerí Grande, el río Uruguay, el ramal troncal del Ferrocarril Urquiza a Buenos Aires, y el arroyo Yuquerí Chico, fue incorporado al ejido de Concordia en 1968. En 1995 una parte del distrito fue separada e incorporada al nuevo departamento San Salvador.
Dentro del distrito se hallan los ejidos municipales de Puerto Yeruá y Estancia Grande, y parte del área ampliada del de Concordia (que incluye Villa Adela, Las Tejas, El Martillo, El Tala, Parque Industrial, Yeí Porá y Benito Legerén). El distrito también comprende las áreas jurisdiccionales de los centros rurales de población de Estación Yuquerí y de Estación Yeruá, y un área no incorporada a un gobierno local en la mitad oeste del distrito.
Dentro del distrito se halla el arroyo Yuquerí Chico (y su afluente el arroyo Grande), y los afluentes del Yuquerí Grande llamados Potrero, Chajarí (y su afluente el Cordobés) y Carpinchorí (y su afluente el Tacuruces). Desembocan directamente en el río Uruguay los arroyos Yatay, Sarandí, Arrebatacapa, y Hervidero, y en el arroyo Yeruá el arroyo Yeruacito.

### Distrito Yeruá
El distrito Yeruá comprende la parte sur del departamento Concordia, completamente dentro de la cuenca del río Uruguay. Sus límites son: el arroyo Yeruá (con el distrito Yuquerí), una línea convencional quebrada que lo separa del departamento San Salvador y se apoya en el ramal troncal del Ferrocarril General Urquiza, la ruta nacional n.º 18, el arroyo Rabón y el arroyo Grande. Este último arroyo (con el departamento Colón), y el río Uruguay (con la República Oriental del Uruguay). En 1995 una parte del distrito fue separada e incorporada al nuevo departamento San Salvador.
Dentro del distrito se hallan las áreas jurisdiccionales de las comunas de Nueva Escocia y de Pedernal, y el área jurisdiccional del centro rural de población de Clodomiro Ledesma. Es atravesado por las rutas nacionales 14 y 18.
Dentro del distrito son afluentes del arroyo Yeruá los arroyos Venancia y Aguada; del río Uruguay los arroyos Tala (y su afluente el Tala Chico) y Mellado; y del arroyo Grande el arroyo Rabón (con sus afluentes los arroyos El Sauce y Cáceres), Bacalao, y El Tigre. Integra el distrito la única isla del departamento, la isla Pelada en el río Uruguay.

## Gobiernos locales

### Municipios
| Municipio       | Población |
| --------------- | --------- |
| Concordia       | 179 203   |
| Colonia Ayuí    | 2593      |
| Estancia Grande | 3089      |
| La Criolla      | 2374      |
| Los Charrúas    | 3862      |
| Puerto Yeruá    | 1978      |

### Comunas
| Comuna               | Población |
| -------------------- | --------- |
| Colonia General Roca | 969       |
| Nueva Escocia        | 528       |
| Pedernal             | 648       |

### Centros rurales de población
Los centros rurales de población gobernados por juntas de gobierno son:
Segunda categoría
- Estación Yeruá: creado en 1974
- Estación Yuquerí: creado el 13 de agosto de 1992, población rural dispersa.[33]

Cuarta categoría
- Clodomiro Ledesma: creado el 3 de mayo de 1988[34]
- El Redomón: creado el 6 de junio de 1990[35]
- Colonia San Justo: creado el 9 de mayo de 1997. Población rural dispersa.[36]

Los integrantes de las juntas de gobierno fueron designados por decreto del gobernador hasta que fueron elegidos por primera vez el 23 de noviembre de 2003, sin embargo, dado que los circuitos electorales en algunos casos no coinciden con las jurisdicciones de las juntas de gobierno algunas de ellas siguen siendo designadas por decreto mientras que otras se agrupan para elegir una sola junta. En este último caso el gobierno se reserva el derecho de realizar posteriormente la designación de la o las juntas subsumidas. La de El Redomón fue designada por decretos de 10 de mayo de 2004, 27 de febrero de 2006 y 8 de febrero de 2008, pero luego elegida en las elecciones de 23 de octubre de 2011 y 25 de octubre de 2015. La de Colonia San Justo fue designada por decretos de 12 de abril de 2004, 10 de mayo de 2004, 8 de febrero de 2008 y 10 de febrero de 2016, pero elegida en las elecciones de 23 de octubre de 2011. La de Estación Yuquerí no tiene circuito electoral definido y sigue siendo designada por decreto del gobernador.
Los circuitos electorales utilizados para las elecciones de las juntas de gobierno son (CIRCUITO ELECTORAL: junta de gobierno):
- CIRCUITO ELECTORAL: junta de gobierno
- 239-LOMA NEGRA: San Justo
- 244-MOREYRA: El Redomón
- 247-ESTACIÓN YERUÁ: Estación Yeruá
- 248-CLODOMIRO LEDESMA: Clodomiro Ledesma

El circuito electoral 239-LOMA NEGRA comprende la jurisdicción de Colonia San Justo, parte de la de El Redomón, y las áreas no organizadas de Colonia Loma Negra y del Gualeguaycito (todos en el distrito Suburbios), todas las cuales eligieron la junta de gobierno de San Justo. El circuito electoral 244-MOREYRA comprende todo el distrito Moreira (que es parte de la junta de gobierno de El Redomón), y el área no organizada del distrito Yuquerí ubicada al norte del arroyo Yuquerí Chico. El circuito eligió a la junta de gobierno de El Redomón. El circuito electoral 245-COLONIA YERUÁ corresponde a un área no organizada del distrito Yuquerí en la que no se elige un gobierno local.

## Demografía
Cuenta con 198 802 habitantes (Indec, 2022), lo que representa un incremento del 16,9% frente a los 170 033 habitantes (Indec, 2010) del censo anterior.
La población se encuentra repartida en 102 035 mujeres y 96 767 hombres, con un índice de masculinidad de 94,8 hombres por cada 100 mujeres. 
La edad mediana de la población es de 30 años (31 años entre las mujeres y 29 años entre los hombres).
El 10,0% de la población tiene más de 65 años (frente al 8,0% en 2010), y el 1,9% de la población tiene más de 80 años (frente al 1,7% en 2010)
De las personas residentes en el departamento, unas 19 098 nacieron fuera de la provincia, y unas 2078 lo hicieron fuera del país, siendo los grupos de inmigrantes más numerosos los provenientes de:
- Uruguay: 1009 personas
- Paraguay: 150 personas
- Colombia: 87 personas
- Brasil: 63 personas
- Chile: 61 personas

## Áreas naturales protegidas
Como parte del Sistema Provincial de Áreas Protegidas se hallan en el departamento el 5 áreas naturales autóctonas preservadas. Cuatro de ellas tienen la categoría de reserva natural y una la de paisaje protegido.

Bajo administración del municipio de Concordia:
- Reserva municipal Avayuvá:[49][50] reserva natural de 215 ha. Fue creada el 19 de julio de 1995.
- Reserva municipal Parque San Carlos:[51][52] paisaje protegido de 98 ha. Fue creada el 1 de junio de 1993 como zona de protección de las aves silvestres.

La empresa Masisa S.A. protege tres áreas declaradas reservas naturales por convenio con el gobierno provincial:
- Reserva natural privada Arroyo Ayuí Grande: de 220 ha, fue creada en julio de 2000.
- Reserva natural privada El Talar: de 180 ha, fue creada en noviembre de 2005.
- Reserva natural privada Yuquerí: de 100 ha, fue creada en noviembre de 2005.

El departamento Concordia cuenta con la reserva íctica intangible Zona de Seguridad de la Represa de Salto Grande, creada por resolución n.º 2592/1986 DG de 1986. En ella está prohibida la pesca y todo acto que perturbe el normal desarrollo del medio ambiente. Contigua con la zona intangible se halla la zona de reserva para la pesca deportiva de Salto Chico en el río Uruguay, que es un área en donde está prohibida toda actividad pesquera a excepción de la deportiva. Fue creada por resolución N.º 2592/86 DG de 1986.
El decreto 4671/1969 MEOySP de 1969 estableció restricciones pesqueras para el río Gualeguay, en donde se permite la pesca mediante el uso de líneas de mano, cañas y espineles con no más de 20 anzuelos.